# Asterix
Asterix (nell'originale francese Astérix o Astérix le Gaulois) è una serie a fumetti francese incentrata sull'omonimo personaggio, di genere umoristico/avventuroso creata da René Goscinny (testi) e Albert Uderzo (disegni) e pubblicata a partire dal 1959 sulla rivista Pilote e successivamente pubblicata in trentasette volumi e, tradotta in oltre un centinaio di paesi, ha venduto oltre 200 milioni di copie.
La prima striscia di Asterix fece la sua apparizione nel 1959 quando in Francia era ancora vivo il ricordo dell'invasione nazista, venendo pubblicata pochi mesi dopo l'elezione di Charles de Gaulle a Presidente della Repubblica. La tenace opposizione del villaggio gallico all'invasore romano poteva facilmente ricordare la resistenza di una parte dei francesi all'occupazione tedesca.
La serie a fumetti ha avuto trasposizioni cinematografiche con una lunga serie di lungometraggi d'animazione e cinque film live action, e ha ispirato un vasto merchandising. Nel 1989 è stato inaugurato a Plailly, vicino a Parigi, un parco divertimenti dedicato ai personaggi, il Parc Astérix, che contende il secondo posto tra i più visitati del paese a Futuroscope e Le Puy du Fou.

## Storia editoriale
(n° 1 di Pilote - Testo di presentazione, 1959)
Preceduto da queste parole Asterix esordisce in Francia sul primo numero della rivista Pilote il 29 ottobre 1959, su sceneggiatura di Goscinny e disegni di Uderzo. Il fumetto continuò a essere pubblicato prima sulla rivista e poi in volume e, dal 1974, le storie esordirono direttamente in volume. In Francia le prime venti storie sono state inizialmente pubblicate a puntate sulla rivista di fumetti Pilote, a partire dal suo primo numero uscito in edicola il 29 ottobre 1959, sotto il marchio delle edizioni Dargaud; in seguito la stessa Dargaud raccolse le storie in volumi brossurati a partire dal 1961. Le storie numero ventuno (Asterix e il regalo di Cesare), ventidue (Asterix in America) e ventitré (Asterix e la Obelix SpA) vennero pre-pubblicate invece rispettivamente sui quotidiani Le Monde, Sud Ouest e Le Nouvel Observateur. Le storie dalla ventiquattresima (Asterix e i Belgi) in poi furono stampate direttamente in albo.
Nel 1998 la Dargaud perse i diritti sulla serie, in seguito a una lunga battaglia legale, in favore della neonata casa editrice Albert René, fondata dallo stesso Uderzo. Nel 2008 lo stesso Uderzo cedette la quota di maggioranza (60%) delle Edizioni Albert René alla casa editrice Hachette Livre, che divenne così la titolare di tutti i diritti sulle pubblicazioni francesi dell'eroe gallico. La decisione, presa insieme ad Anne Goscinny, figlia dello sceneggiatore scomparso e detentrice del 20% delle azioni della casa editrice Albert René, venne motivata dall'ormai ottantunenne Uderzo come una sua precisa volontà di far sopravvivere il suo personaggio alla sua morte. La figlia del fumettista Sylvie Uderzo, a sua volta in possesso del 40% delle azioni della Albert René, ha però osteggiato pubblicamente la vendita, accusando in sostanza suo padre di essere stato spinto unicamente da ragioni economiche, e di essere stato "manipolato".

### Edizioni
In Italia la prima apparizione di Asterix si ebbe su Asterlinus, supplemento speciale della rivista Linus dell'aprile 1967 e contenente la traduzione italiana della storia Asterix e i Britanni. Altre storie della serie sono state pubblicate a puntate sempre su Linus o sulla rivista Il Mago. La Arnoldo Mondadori Editore acquisì poi i diritti di pubblicazione pubblicando le storie del personaggio in una propria collana esordita nel 1968 che riprendeva i titoli della serie francese e della quale ha pubblicato senza una periodicità fissa tutti i 36 volumi fino al 2013. Nel 1979 è partita una seconda collana della Mondadori che ha ristampato i primi 19 volumi. Le singole storie sono comparse anche su riviste come Il Giornalino, Linus, Il Mago, Il Messaggero dei Ragazzi e nella collana Oscar Mondadori. Alla Mondadori è subentrata poi la casa editrice Panini Comics. I principali traduttori italiani della serie sono stati Marcello Marchesi, Luciana Marconcini e Alba Avesini.

### Elenco albi
L'elenco comprende attualmente 41 titoli:
1. Asterix il gallico (Astérix le Gaulois), 1961
2. Asterix e il falcetto d'oro (La Serpe d'or), 1962
3. Asterix e i Goti (Astérix et les Goths), 1963
4. Asterix gladiatore (Astérix gladiateur), 1964
5. Asterix e il giro di Gallia (Le Tour de Gaule d'Astérix), 1965
6. Asterix e Cleopatra (Astérix et Cléopâtre), 1965
7. Asterix e il duello dei capi (Le Combat des chefs), 1966
8. Asterix e i Britanni (Astérix chez les Bretons), 1966
9. Asterix e i Normanni (Astérix et les Normands), 1967
10. Asterix legionario (Astérix légionnaire), 1967
11. Asterix e lo scudo degli Arverni (Le Bouclier arverne), 1968
12. Asterix alle Olimpiadi (Astérix aux Jeux Olympiques), 1968
13. Asterix e il paiolo (Astérix et le chaudron), 1969
14. Asterix in Iberia (Astérix en Hispanie), 1969
15. Asterix e la zizzania (La Zizanie), 1970
16. Asterix e gli Elvezi (Astérix chez les helvètes), 1970
17. Asterix e il Regno degli dei (Le Domaine des dieux), 1971
18. Asterix e gli allori di Cesare (Les Lauriers de César), 1972
19. Asterix e l'indovino (Le Devin), 1972
20. Asterix in Corsica (Astérix en Corse), 1973 - è l'ultima storia a essere stata pre-pubblicata a puntate sulla rivista Pilote
21. Asterix e il regalo di Cesare (Le Cadeau de César), 1974
22. Asterix in America (La Grande Traversée), 1975
23. Asterix e la Obelix SpA (Obélix et Compagnie), 1976
24. Asterix e i Belgi (Astérix chez les Belges), 1979 - è l'ultima storia scritta da Goscinny, morto prima della sua pubblicazione
25. Asterix e il grande fossato (Le Grand Fossé), 1980 - prima storia sceneggiata da Uderzo
26. L'odissea di Asterix (L'Odyssée d'Astérix), 1981
27. Il figlio di Asterix (Le Fils d'Astérix), 1983
28. Le mille e un'ora di Asterix (Astérix chez Rahàzade), 1987
29. Asterix la rosa e il gladio (La Rose et le Glaive) 1991
30. Asterix e la galera di Obelix (La Galère d'Obélix), 1996
31. Asterix e Latraviata (Astérix et Latraviata), 2001
32. Asterix tra banchi e... banchetti (Astérix et la Rentrée gauloise), 2003
33. Quando il cielo gli cadde sulla testa (Le ciel lui tombe sur la tête), 2005
34. Il compleanno di Asterix & Obelix - L'albo d'oro (L'anniversaire d'Astérix et Obélix - Le Livre d'or), 2009 - decimo e ultimo albo scritto e disegnato da Uderzo.
35. Asterix e i Pitti (Astérix chez les Pictes), 2013 - primo volume curato dai nuovi autori Jean-Yves Ferri e Didier Conrad.
36. Asterix e il papiro di Cesare (Astérix et le papyrus de Cesar), 2015
37. Asterix e la corsa d'Italia (Astérix et la Transitalique), 2017
38. Asterix e la figlia di Vercingetorige (La Fille de Vercingétorix), 2019
39. Asterix e il Grifone (Asterix et le griffon), 2021 - ultima storia sceneggiata da Ferri.
40. Asterix e l'iris bianco, 2023 - prima storia scritta da Fabcaro.
41. Asterix in Lusitania, 2025

### Albi fuori serie
- Come fu che Obelix cadde da piccolo nel paiolo del druido (Comment Obelix est tombé dans la marmite du druide quand il était petit), 1989
- Asterix, il grande gioco (Le grand jeu), 1990
- Asterix & Compagni (Asterix: Mini histoires), 1992
- Questo sì è un anniversario! (Ça c'est un anniversaire), 1996
- Asterix e il menhir d'Oro (Asterix: le menhir d'or), 2020

### Albi tratti dai lungometraggi
- Le 12 fatiche di Asterix (Les 12 Travaux d'Asterix), 1976
- Asterix e la sorpresa di Cesare (Astérix et la surprise de César), 1985
- Asterix e il segreto della pozione magica (Astérix - Le secret de la potion magique), 2019
- Asterix & Obelix - Il regno di mezzo (Asterix e Obelix: L'Empire du Milieu), 2023

## Trama e ambientazione
Ambientata nell'antica Gallia al tempo di Gaio Giulio Cesare, attorno al 50 a.C., la storia ha per protagonisti il guerriero gallo Asterix, il suo miglior amico Obelix e tutti gli altri abitanti di un piccolo villaggio gallico in Armorica (l'odierna Bretagna) che si ostina a resistere alla conquista romana grazie all'aiuto di una pozione magica preparata dal druido Panoramix, in grado di rendere invincibili. Circondato dagli accampamenti romani di Babaorum, Aquarium, Petibonum e Laudanum il piccolo villaggio gallico rimane l'unico pezzo di Gallia libero dal dominio romano.
Inizialmente Asterix doveva essere l'unico personaggio principale della storia, ma Uderzo insistette affinché avesse una spalla. Gli venne affiancato Obelix, un personaggio grasso, placido e gioviale che non porta ancora un menhir ma un'ascia. Durante la prima avventura ha un ruolo di contorno, limitandosi ad aspettare il ritorno del protagonista, ma Goscinny lo recupererà nelle avventure successive ridistribuendo i ruoli: Asterix diventa un eroe a tutto tondo, limitato solo dal fisico, mentre i difetti franco-gallici vanno a ricadere sul suo compare Obelix, che è suscettibile, irascibile e goloso.
Il villaggio è posto in Armorica, antico nome della Bretagna e per alcuni scelta come simbolo di testardaggine contadina e di ostilità contrapposta al centralismo di Parigi (da tempo infatti i bretoni chiedono maggiore autonomia), ma Goscinny affermò poi che per lui ogni posto andava bene e Uderzo scelse la Bretagna, dato che si ricordava bene dei suoi paesaggi. Il villaggio è circondato dagli accampamenti romani sopra citati, il che fa sì che spesso ne nascano degli scontri fra i due popoli; come in Lucky Luke, però, le battaglie sono incruente e a parte qualche occhio nero e qualche braccio rotto non accade nulla di irreparabile.

## Personaggi
- Asterix: è il protagonista della serie, un guerriero di piccola statura astuto e coraggioso. Il suo nome deriva dal segno tipografico dell'asterisco;[17][18]
- Obelix: grande amico di Asterix di cui è l'inseparabile compagno d'avventura; è dotato di una forza sovrumana perché da piccolo è caduto nel paiolo in cui il druido Panoramix stava preparando la pozione magica i cui effetti su di lui sono diventati permanenti. Il suo nome deriva dal segno tipografico dell'obelisco.
- Idefix: è il cane di Obelix, un piccolo cagnolino di razza indefinibile (vagamente assomigliante a un fox terrier). In alcune edizioni italiane il suo nome venne reso come Ercolino. Compare dall'albo Asterix e il giro di Gallia, come un piccolo randagio che segue per tutto il percorso i due protagonisti, senza mai intervenire o farsi notare se non alla fine. Il suo nome deriva dall'espressione idée fixe, ossia "idea fissa".[17][18]
- Panoramix: è il druido del villaggio la sua specialità è una pozione magica che dona una temporanea forza sovrumana a colui che la beve; è anche in grado di preparare altre pozioni come quella estremamente potente che fa crescere rapidamente e senza sosta barba e capelli. Il suo nome deriva dalla parola panoramico.[17][18]

### Comprimari
- Abraracourcix: è il capo del villaggio, viene spesso visto in piedi su uno scudo sorretto da due sottoposti. Il suo nome deriva dall'espressione [tomber sur quelqu'un] à bras raccourcis, che significa "[attaccare, picchiare qualcuno] con violenza";[17][18]
- Assurancetourix: è il bardo e insegnante del villaggio. È incredibilmente stonato, motivo per cui viene picchiato dai suoi compaesani e legato e imbavagliato a quasi ogni cena di fine storia. Prende il nome dall'espressione assurance tous-risques, ovvero "assicurazione contro tutti i rischi";[17][18]
- Ordinalfabetix (Ordralfabétix): è il pescivendolo, titolare dell'unico negozio del villaggio. Il suo nome deriva dall'espressione ordine alfabetico;[17][18]
- Automatix (Cétautomatix): è il fabbro. Il nome originale francese, riportato solo nel primo episodio della serie, viene dal francese c'est automatique, cioè "è automatico";[17][18]
- Matusalemix (Agecanonix): è il decano del villaggio. Ha 93 anni e ha partecipato alla battaglia di Gergovia. Il nome italiano deriva da Matusalemme, in riferimento alla sua età avanzata, mentre quello originale da âge canonique "età canonica", che indica un'età matura e rispettabile (l'età un tempo stabilita dai canoni della Chiesa);[17][18]
- Beniamina (Bonemine): moglie di Abraracourcix. Il nome francese fa riferimento all'espressione avoir bonne mine, che significa "avere un aspetto sano";[17][18]
- Falbalà (Falbala): è la ragazza più affascinante del villaggio, e di cui Obelix s'invaghisce.[17][18]
- I pirati: un gruppo di sfortunati pirati guidati dalla caricatura di Barbarossa, che alla vista di Asterix e Obelix, si autoaffondano per evitare le botte.[17][18]
- Grandimais (Epidemaïs): è un mercante fenicio. Il nome italiano fa riferimento al chicco di mais, mentre l'originale francese deriva da épi de maïs, "pannocchia di mais"[17][18];
- Alambix: vende vino e carbone a Gergovia, in Aquitania. Il suo nome deriva dall'alambicco;[17][18]
- Beltorax (Jolithorax): è un cugino germano di Asterix di origine bretone; il suo nome fa riferimento a un "bel torace".[17][18]

## Aspetti ricorrenti
Negli episodi della saga a fumetti del personaggio ci sono battute e temi ricorrenti:
- Asterix legionario: Obelix è innamorato di Falbalà e la corteggia timidamente, ma quando scopre che ha un fidanzato scoppia in un pianto dirotto. Da quel momento, ogni volta che nel racconto qualcuno piangerà per i più disparati motivi, verrà scambiato per un innamorato deluso.
- Asterix e i Normanni: in questa storia si ironizza sulla cucina normanna. A ogni sua apparizione, il capo Olaf Grandibaf consuma una pietanza a base di crema pannosa (in particolare il cinghiale alla panna susciterà l'interesse di Obelix).
- Asterix in Iberia: Pepe, il figlio del capo iberico Salsa Di Peperon Y Monton, ogni volta che non viene accontentato un suo capriccio trattiene il respiro fino a diventare paonazzo. Nel corso dell'episodio lo stratagemma verrà adottato anche da Obelix e persino da Idefix.
- Asterix il Gallico: Panoramix con una bevanda delle sue fa crescere ai Romani barba e capelli a velocità incredibile, e quando il centurione giunge all'esasperazione, Asterix lo tormenta con tutti i giochi di parole e i proverbi riguardanti i peli o i capelli.
- Asterix e i Normanni: come altri personaggi della saga, anche Idefix ha una mania: non sopporta che un albero venga danneggiato. Ad esempio, nell'episodio Obelix fa finta di essere debole e di non riuscire a sradicare un albero, per avere la bevanda magica che gli viene sempre negata, ma anche fingendo lo sradica lo stesso, facendo piangere Idefix. Ma l'episodio in cui il cagnolino soffre di più è Asterix e il regno degli dei, nel quale i Romani sradicano decine di alberi per costruire un nuovo palazzo. Un'altra situazione analoga avviene nella tenuta di elefanti di Percaritah nell'albo Le mille e un'ora di Asterix.
- Asterix e gli Elvezi: ogni volta che qualcuno finisce per i più disparati motivi in acqua un abitante dell'Elvezia gli ricorda che "il ponte distrutto da Cesare è stato ricostruito".

## Impatto culturale

Moneta commemorativa da 2 euro emessa dal governo francese nel 2019 per il 60º anniversario del personaggio.

- Nel 1989 è stato aperto un parco tematico ispirato al fumetto e chiamato Parc Astérix a Plailly, in Piccardia, nel dipartimento dell'Oise;
- Nel 1965 viene dedicato al personaggio il primo satellite spaziale francese messo in orbita;
- Il 19 settembre 1966 al personaggio viene dedicata la copertina del nº 796 della rivista L'Express, con la dicitura «Astérix, le phénomène français» («Asterix, il fenomeno francese»);
- Asterix è stato il tema dei giochi della puntata francese di Giochi senza frontiere svoltasi nel 1978 a Bourgoin-Jallieu;
- In Lucky Luke, altro fumetto originariamente co-prodotto da Goscinny, sono fatti dei riferimenti ad Asterix: in Lucky Luke in Québec, mentre si illustra la storia della lingua in Québec, viene parodiata la pagina introduttiva delle storie di Asterix ("Tutta l'America del Nord parla [...] un'unica lingua: l'inglese! Tutta? No! In questa America del Nord anglofona, un pugno di irriducibili si ostina a parlare [...] la lingua di Molière, I Québecchesi!"), ne La corda al collo viene invece parodiata la pagina finale, con la celebrazione delle nozze dei Dalton, dove la tribù delle Testepiatte fanno un banchetto intorno al falò, con tanto di tamburista legato e imbavagliato a un albero. L'ultima foto nei crediti di Lucky Luke e la più grande fuga dei Dalton anche parodia il banchetto finale, con i pellegrini a mangiare intorno a un falò e i Dalton appesi a un albero.
- Il fumetto viene citato nella puntata Mariti e coltelli della serie a cartoni animati dei Simpson assieme all'altrettanto famoso Tintin;
- Nell'episodio Buonanotte Mr. Bean di Mr. Bean, il protagonista legge insieme al suo orsacchiotto Teddy un fumetto della serie;
- Nell'episodio di Martin Mystère La falce del druido, contenuto nei numeri 50 e 51, vi sono numerosi omaggi all'opera;
- Nell'episodio di Dylan Dog Ai confini del tempo del nº 50 lo scienziato lord Herbert G. Wells compare con un look da Panoramix e il suo maggiordomo è il sosia di Obelix;
- In Polonia, dagli anni settanta agli anni ottanta, è stata creata una serie a fumetti molto simile a quella di Asterix. La serie, creata da Janusz Christa, si chiama Kajko i Kokosz.
- Nel 2016, su Topolino n°3146, venne pubblicata la storia Topolinix e lo scambio di Galli scritta da Tito Faraci e disegnata da Silvia Ziche, con Topolino e Gambadilegno che interpretano, rispettivamente, Asterix e Obelix.[19]
- Nel 2019, per il suo 60º anniversario, il governo francese gli dedica una moneta commemorativa da 2 euro.[20]

## Altri media
Asterix ha avuto numerosi adattamenti, sia d'animazione sia live-action, oltre a numerosi videogiochi che vedono protagonisti i personaggi delle sue avventure.

### Cinema e streaming

#### Lungometraggi animati
- Asterix il gallico (Astérix le Gaulois), regia di Ray Goossens (1967)
- Asterix e Cleopatra (Astérix et Cléopâtre), regia di René Goscinny e Albert Uderzo (1968)
- Le 12 fatiche di Asterix (Les douze travaux d'Astérix), regia di René Goscinny e Albert Uderzo (1976)
- Asterix contro Cesare (Astérix et la surprise de César), regia di Gaëtan e Paul Brizzi (1985)
- Asterix e la pozione magica (Astérix chez les Bretons), regia di Pino van Lamsweerde (1986)
- Asterix e la grande guerra (Astérix et le coup du menhir), regia di Philippe Grimond (1989)
- Asterix conquista l'America (Astérix et les Indiens), regia di Gerhard Hahn (1994)
- Asterix e i vichinghi (Astérix et les Vikings), regia di Stefan Fjeldmark e Jesper Møller (2006)
- Asterix e il regno degli dei (Astérix: Le Domaine des dieux), regia di Louis Clichy e Alexandre Astier (2014)[21]
- Asterix e il segreto della pozione magica (Asterix: Le Secret de la potion magique), regia di Louis Clichy e Alexandre Astier (2018)[22]

Serie televisiva animata
- Asterix & Obelix: Il duello dei capi (Astérix & Obélix: Le Combat des Chefs), regia di Alain Chabat e Fabrice Joubert (2025)

#### Lungometraggi live-action
- Asterix & Obelix contro Cesare (Astérix & Obélix contre César), regia di Claude Zidi (1999)
- Asterix & Obelix - Missione Cleopatra (Astérix & Obélix: Mission Cléopâtre), regia di Alain Chabat (2002)[23]
- Asterix alle Olimpiadi (Astérix aux Jeux Olympiques), regia di Frédéric Forestier e Thomas Langmann (2008)[24]
- Asterix & Obelix al servizio di Sua Maestà (Astérix et Obélix: Au service de Sa Majesté), regia di Laurent Tirard (2012)
- Asterix & Obelix: Il regno di mezzo (Astérix et Obélix: L'Empire du Milieu), regia di Guillaume Canet (2023)[25]

### Videogiochi
- Asterix (1983)
- Asterix and the Magic Cauldron (1986)
- Astérix et la potion magique (1986)
- Asterix and the Magic Carpet (Astérix chez Rahazade, 1987)
- Asterix: Operation Getafix (1989)
- Asterix (1991)
- Asterix (1992)
- Asterix (1993)
- Asterix: Caesar's Challenge (1993)
- Asterix and the Secret Mission (1993)
- Asterix and the Great Rescue (1994)
- Asterix and the Power of the Gods (1995)
- Asterix & Obelix (1996)
- Asterix & Obelix contro Cesare (1999)
- Asterix: The Gallic War (2000)
- Asterix: Il folle banchetto (2001)
- Asterix & Obelix XXL (2004)
- Asterix & Obelix XXL 2: Mission Las Vegum (2005)
- Asterix alle Olimpiadi (2007)
- Asterix Brain Trainer (2008)
- Asterix & Obelix XXL 3: The Crystal Menhir (2019)
- Asterix & Obelix: Slap them All! (2021)[26]
- Asterix & Obelix XXXL: The Ram From Hibernia (2022)